# Bücker Bü 131
Bücker Bü 131 Jungmann byl německý dvoumístný dvouplošný cvičný letoun užívaný za druhé světové války.

## Vývoj

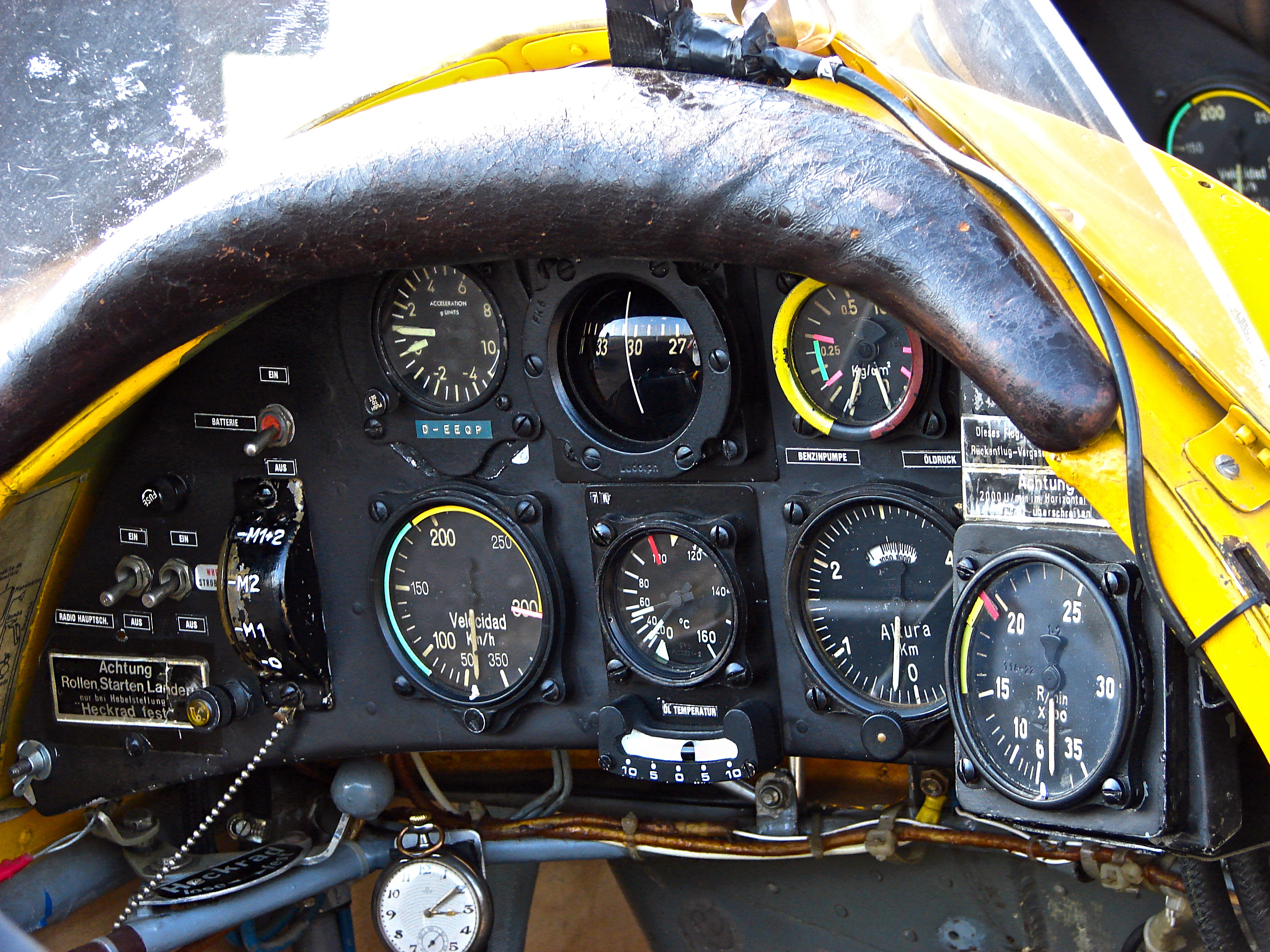
Kokpit letounu Bücker Bü 131 Jungmann

Letoun navrhl konstruktér švédského původu ing. Anders J. Anderson, který ve společnosti Bücker vedl všechny projekční práce do roku 1939. První let prototypu Bü 131 (imatrikulace D-3150) byl proveden 27. května 1934 se zalétávacím pilotem Joachimem von Köppenem. Letoun byl poháněn řadovým čtyřválcovým motorem Hirth HM 60 R o výkonu 59 kW.
Ještě v roce 1934 byla zahájena sériová výroba verze Bü 131 A, jejímž hlavním odběratelem byl Deutscher Luftsportverband.
V roce 1936 se rozběhla série typu Bü 131 B, která se lišila zabudovaným motorem Hirth HM 504 A-2 o výkonu 77 kW.
Jednalo se o zdařilý typ, který se v Německu stal cvičným letounem Luftwaffe, svého obchodního úspěchu se však dočkal i v zahraničí. Jeho licenci zakoupilo Československo, Maďarsko, Japonsko (Ki 86 s motorem Hatsuzake o výkonu 81 kW a K9W1 pro císařské námořnictvo), Španělsko (CASA) a Švýcarsko (75 kusů), kde se vyráběly u Dornier Werke A.G. v Altenrheimu. Kromě toho byl vyvážen do mnoha zemí světa např. Chorvatska, Itálie, Jugoslávie a Litvy.

## Nasazení

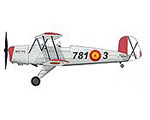
Španělský Bücker Bü 131 Jungmann

Luftwaffe obdržela první stroje Bü 131 A v roce 1935 a zařadila je jako školní letouny pro základní pilotní výcvik. Jako jedna z prvních je obdržela Flugzeugführerschule A/B 72 v Detmoldu. Jungmanny, které byly později vyřazeny z leteckých škol, byly zařazeny k některým útvarům Nachtschlachtgruppen, které byly vytvářeny od roku 1942, např. NSGr.2, NSGr.11 a NSGr.12.

## Jungmanny vyráběné vČeskoslovensku

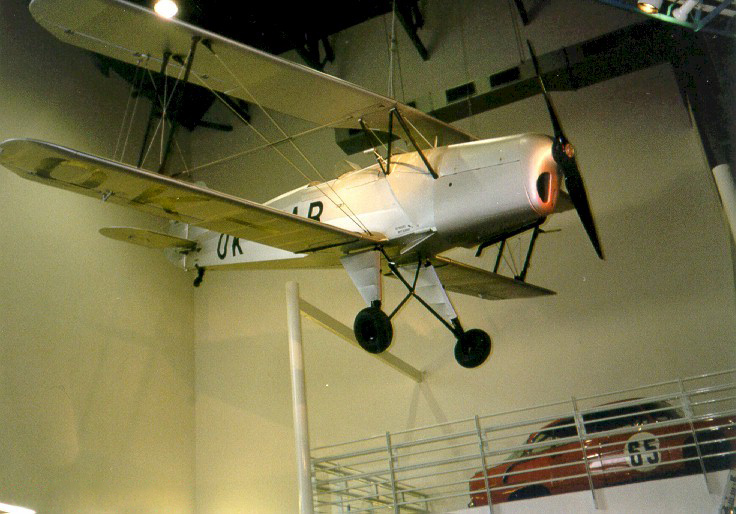
C-104 upravený do vnější podoby letounu Tatra T-131

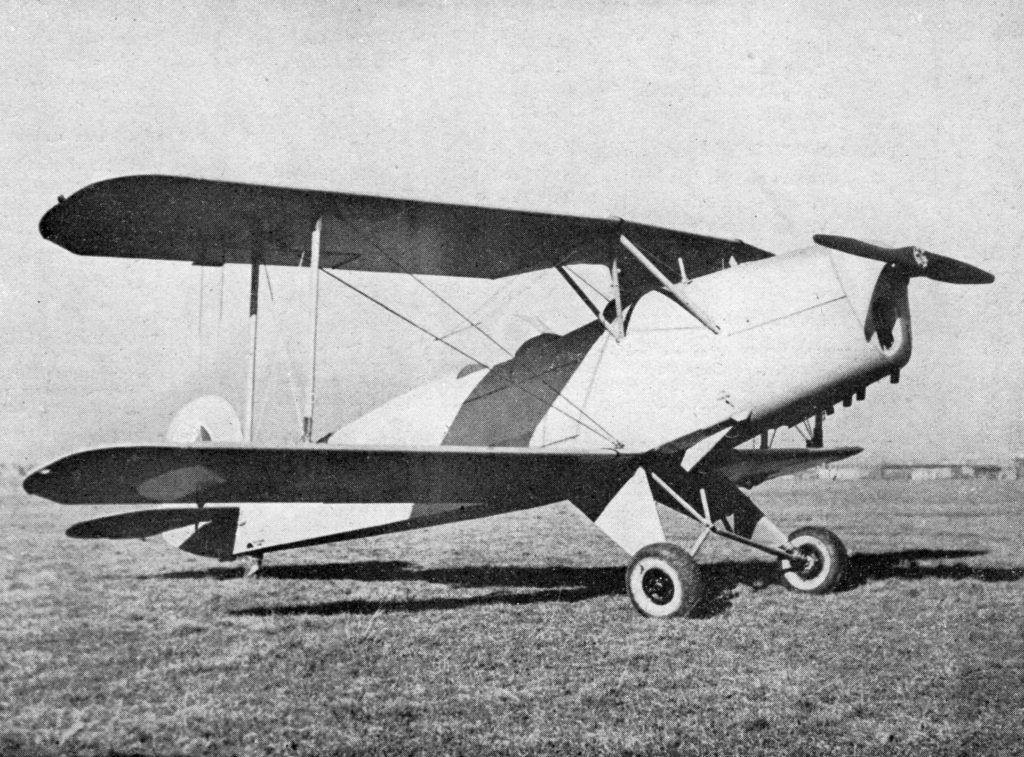
Aero C-104 (1946)

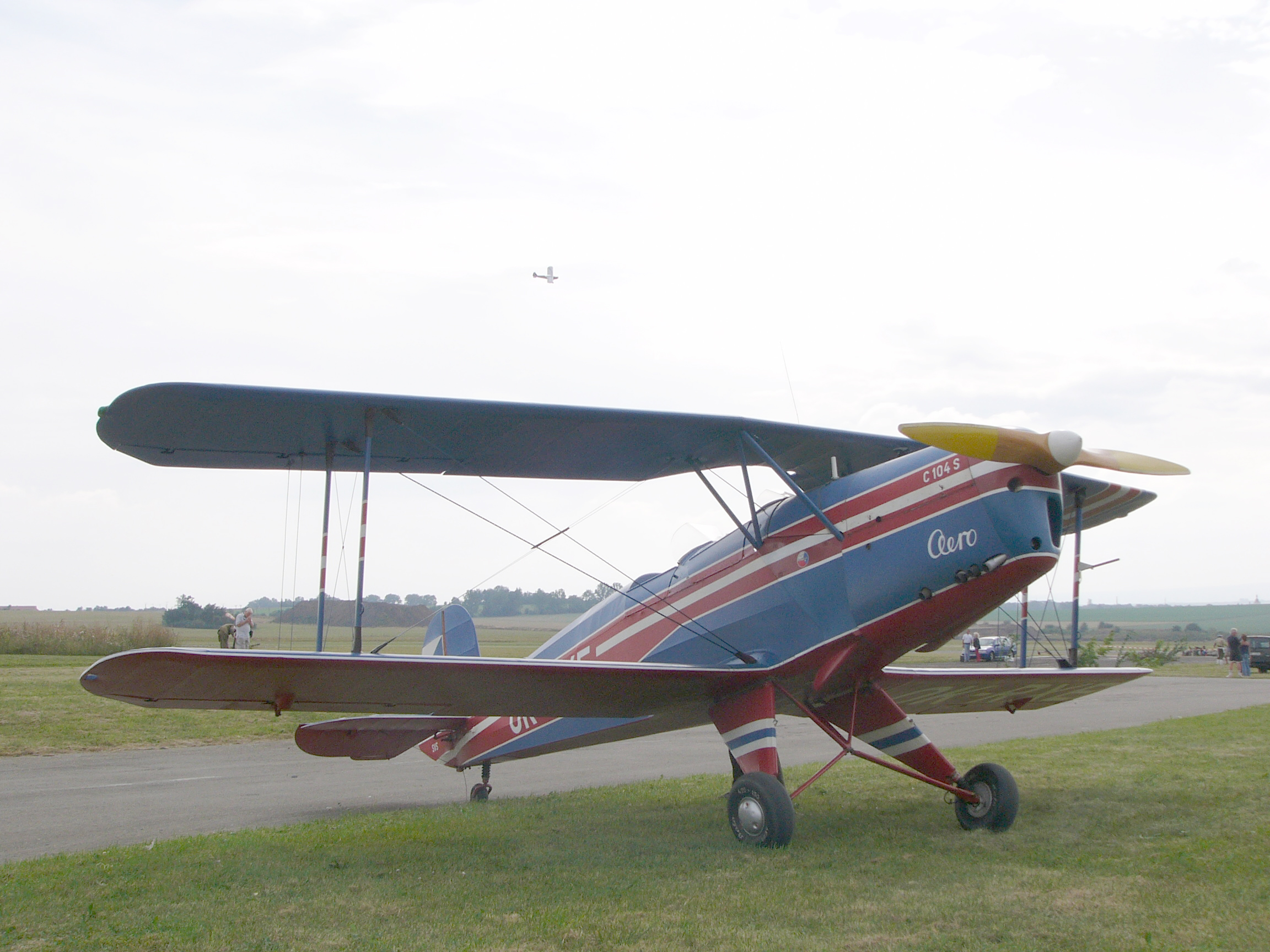
Aero C-104S (OK-RXE)

Roku 1935 zakoupila společnost Ringhoffer-Tatra licenci letounu, který dostal označení Tatra T-131. V Moravskoslezské vagonce ve Studénce sídlilo letecké oddělení a motory vyráběla Tatra v Kopřivnici. Šéfkonstruktérem se stal ing. Karel Tomáš. Vzorový letoun Bü-131A-2 (Werk-Nr.37, OK-TAA) přelétl z Drážďan šéfpilot Tatry Vojtěch Matěna v dubnu 1936. Po dohotovení prototypu Tatra T-131.1 (OK-TAB) byla postavena do roku 1937 ještě série deseti kusů (OK-TAC až -TAM).
V době okupace nacistickým Německem byla výroba v Tatře po dohotovení 35. kusu ukončena a na jaře roku 1939 převedena do továrny Aero Vodochody (tehdy sídlící v Praze), kde došlo k výrobě letounů Bücker Bü 131D-2 pro německou Luftwaffe. Zde se do září roku 1940 vyrábělo měsíčně přibližně 24 kusů Jungmannů.
Po skončení druhé světové války bylo rozhodnuto o pokračování výroby pro výcvik československých vojenských i civilních pilotů. Motor Hirth byl po desetikusové sérii letounu Aero C-4 nahrazen domácím čtyřválcovým motorem Walter Minor 4-III o výkonu 77,3 kW s dvoulistou dřevěnou vrtulí Aero a produkované letouny byly označeny jako Aero C-104. Vyráběly se v letech 1946–1949 v celkovém počtu 260 ks.
S poválečným rozvojem bezmotorového létání vznikl problém vhodných vlečných letounů. V roce 1949 bylo rozhodnuto využít po nutných úpravách i typu C-104. V roce 1950 začaly v letňanském Leteckém vědeckém ústavu zkoušky upraveného letounu C-104.216 (OK-BIL) s kovovou, na zemi stavitelnou vrtulí Walter a vlečným zařízením. Zlepšení chlazení plně zatíženého motoru si vyžádalo přidání dalších lapačů vzduchu do kapoty pohonné jednotky. Vlečné C-104 měly instalován chladič oleje na levé straně krytu motoru.
Pro cvičné létání byly C-104 přiděleny rovněž leteckým oddílům SNB.
Opravy a revize prováděla nejprve mateřská továrna, později Letecké opravny Kbely a od dubna 1952 Letecké opravny Kunovice-starý závod.
Českoslovenští piloti organizace Svazarm dosáhli na C-104 řadu národních i mezinárodních rekordů v kategorii C-1-a. 17. června 1960 odstartovala z jihlavského letiště Helena Rumlerová, která dosáhla rekordní výšky 5655 m. 7. října 1960 prolétl MUDr. Jiří Stoklasa trať 3 km v okolí brněnského letiště průměrnou rychlostí 171 km/h. O tři dny později dosáhl na trati 20 km Podolí u Brna-Vyškov průměru 185 km/h. Dne 12. října 1960 pak dosáhl na trati 3 km rekordní rychlosti 194 km/h.
Další plánované zvyšování rekordů bylo možné dosáhnout pouze zástavbou výkonnější pohonné jednotky. Realizaci provedli členové Městského aeroklubu Svazarmu Praha na letišti Kladno. Do draku C-104 (OK-AQR) instalovali motor M-332 o výkonu 103 kW. Letoun byl maximálně odlehčen a připraven pro rekordní lety. Dne 11. září 1961 s ním pilot Karel Jareš a po něm Eva Leignerová dosáhli shodné rychlosti 216 km/h na tratích 3 km a 15/20 km. O dva dny později pak K. Jareš vytvořil nový národní rekord, když nad Panenským Týncem dosáhl výšky 6340 m. 15. září svůj výkon zlepšil dosažením hladiny 7190 m. Se stejným strojem ustavila E. Leignerová 5. října další rekord, tentokráte na uzavřené trati 100 km, kdy dosáhla průměrné rychlosti 207 km/h.
V roce 1962 se pro úpravu letounu C-104 na rekordní let na uzavřené trati rozhodl instruktor Ústřední plachtařské školy Svazarmu ve Vrchlabí mistr sportu Karel Valášek. Za pomoci Ladislava Vobořila odlehčili letoun C-104 (OK-AXF) a provedli na něm řadu úprav. Přední pilotní prostor byl zakryt do obrysu trupu, zadní opatřen překrytem. 19. října 1962 K. Valášek proletěl pětkrát trojúhelníkovou trať Vrchlabí-Hodkovice-Jičín v čase 3 h 21 min 55 s průměrnou rychlostí 150 km/h.

## Specifikace (Bü 131 B)

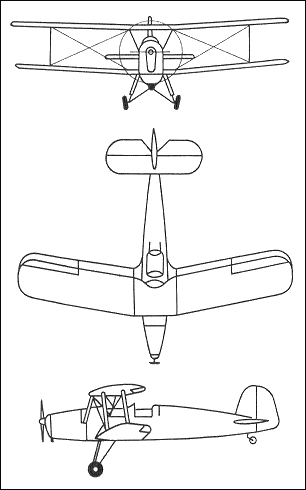
Třípohledový nákres

Údaje podle

### Technické údaje
- Posádka: 2
- Rozpětí: 7,40 m
- Délka: 6,76 m
- Výška: 2,25 m
- Nosná plocha: 13,5 m²
- Hmotnost prázdného letounu: 390 kg
- Vzletová hmotnost: 680 kg
- Pohonná jednotka: 1 × vzduchem chlazený invertní čtyřválcový řadový motor Hirth HM 504 A-2
- Výkon motoru: 77 kW

### Výkony
- Maximální rychlost ve výšce 0 m: 185 km/h
- Cestovní rychlost: 170 km/h
- Přistávací rychlost: 82 km/h
- Doba výstupu do výšky 1 000 m: 5,2 min
- Doba výstupu do výšky 2 000 m: 12 min
- Doba výstupu do výšky 4 000 m: 45 min
- Dolet: 650 km
- Dostup s dvoučlennou posádkou: 4 300 m

## Zajímavost
Ve filmu Tmavomodrý svět představovala letka Bückerů Bü 131 československé stíhací dvouplošníky Avia B-534.